# Vescovado (Nocera Inferiore)
Vescovado o Montevescovado, (o' 'Scuvade in dialetto locale)  è un rione di Nocera Inferiore, in provincia di Salerno.
Fa parte insieme agli abitati di Montalbino, Casolla e Grotti del Quartiere Casolla - Grotti, uno dei sei quartieri cittadini.

## Territorio

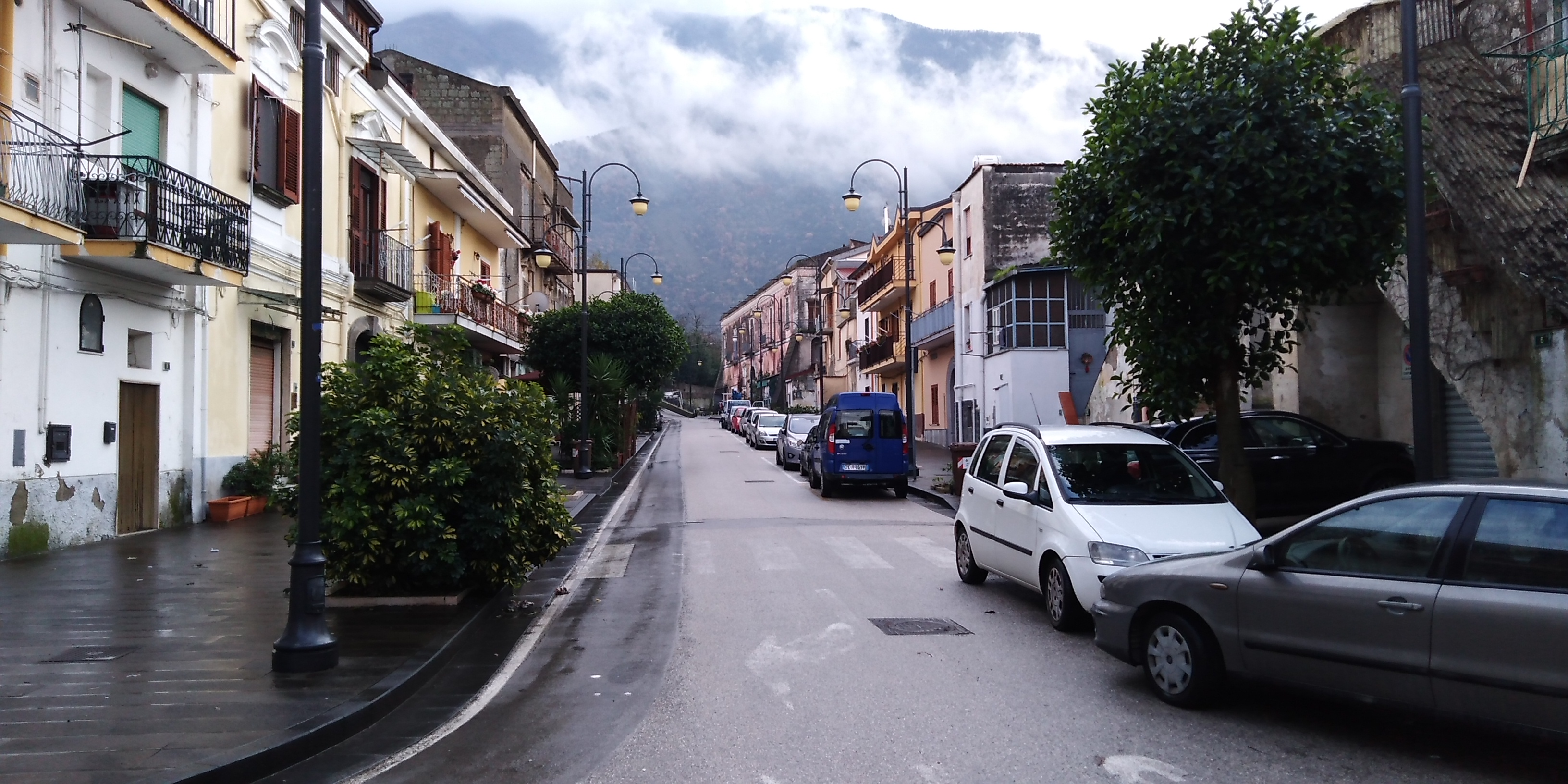
Località Casa Sasso

Geograficamente il rione si trova al confine sia con la località di Montalbino che con la frazione di Pareti (quest'ultima appartenente al comune di Nocera Superiore). Inoltre sono annesse le località: Casa Sasso (che deve il suo nome all'omonima strada), Cerseti (o Cerzeti), Monte di Dio e parte del rione Ficucella.

## Storia

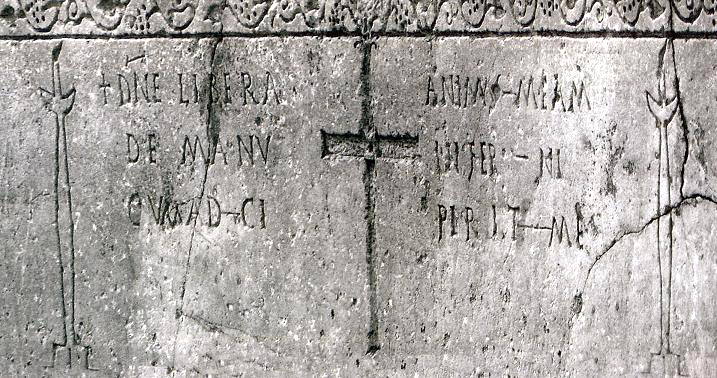
Sarcofago del tardo-antico, proveniente dal Vescovado

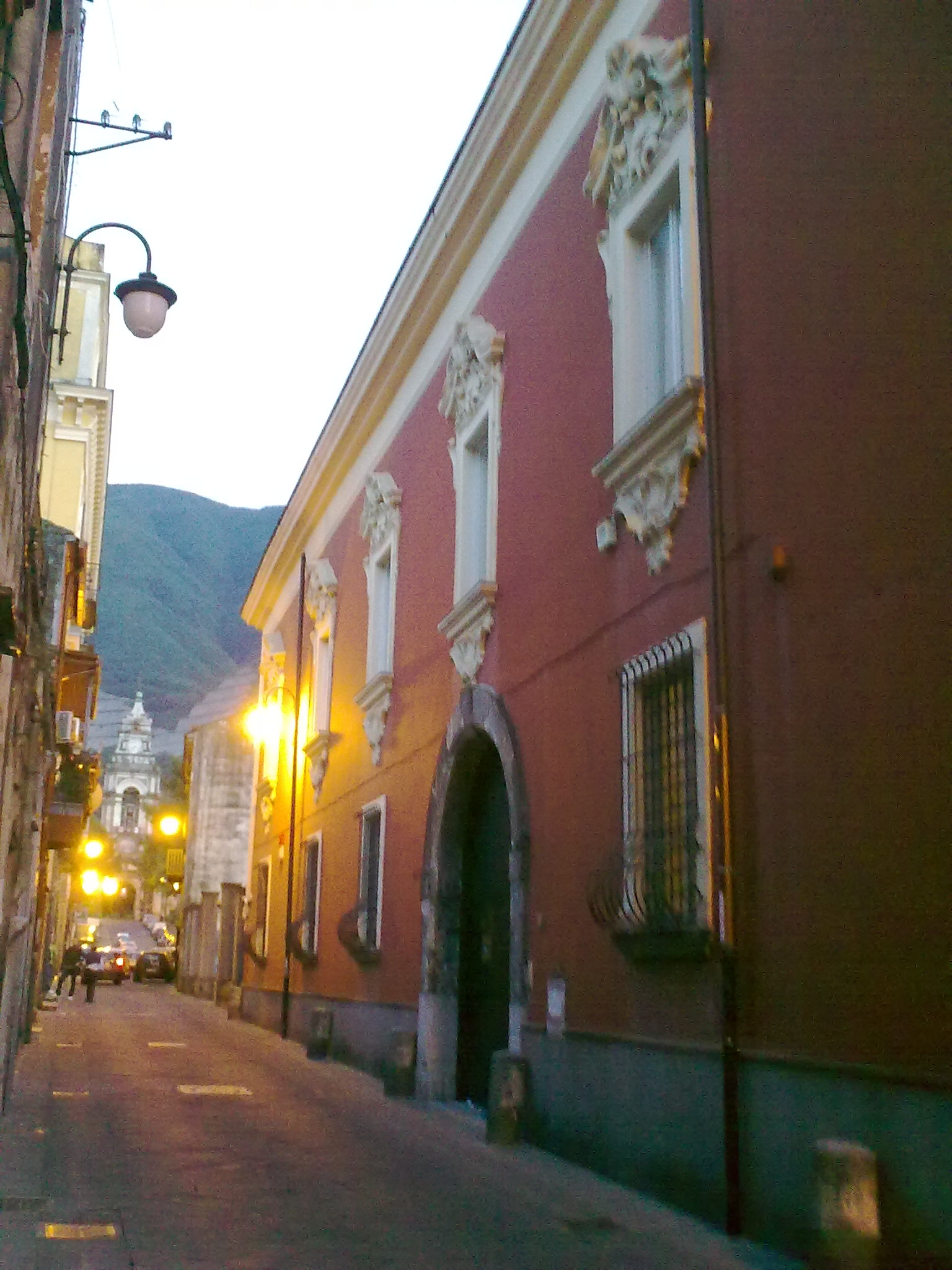
Il Borgo

Il borgo si è sviluppato sul finire del XIV secolo quando la chiesa presente nel monastero benedettino di San Prisco è stata elevata a cattedrale da papa Urbano VI (1386).
.

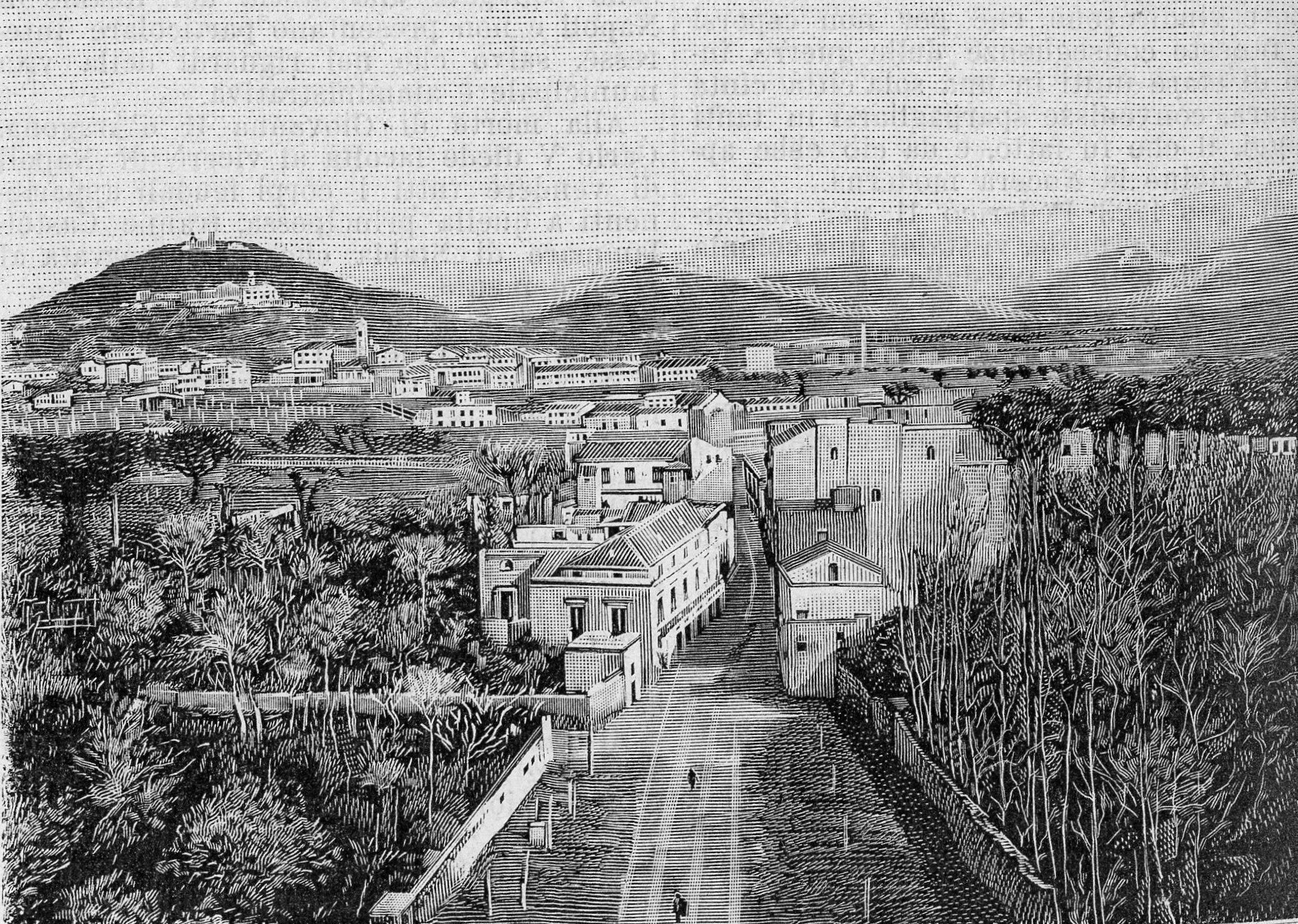
Il Vescovado in una xilografia del 1902

Antecedemente in quest'area venne eretta intorno al IV secolo la chiesa di San Filippo a Macerie, la quale poi in seguito lascerà il posto al monastero benedettino. Dei resti della struttura paleocristiana ci giunge un sarcofago del III secolo, probabilmente murato, il quale fu successivamente estratto dalla muratura e quindi modificato, si può infatti notare la sfarzosa fabbrica tardo-antica da un lato del sarcofago, mentre dll'altro si notano le spartane incisioni di fabbrica paleocristiana ed altomedievale. Il manufatto, di proprietà della Curia diocesana, è attualmente custodito presso il Museo archeologico dell'agro nocerino.
Nell'848 in questa zona ai piedi del Monte Albino (più precisamente sulle rive della Matrognana) vi era menzionato il locus di agella. Tale nome però in quei secoli indicava anche la più nota strada che conduceva a Chiunzi, nonché l'area dell'attuale Croce Malloni.
A partire dal XIV secolo, l'area (appena fuori dalla fortificazione di Nuceria, nella zona a sud-est rispetto a quella che è Nocera Inferiore come la si può ammirare oggi) si è arricchita di palazzi ed edifici pertinenti alla sede episcopale, che donano al territorio una conformazione molto signorile ed elegante.
A partire dal rinascimento presso gli edifici della curia risiedeva il corpo militare detto dei musici nocerini, il quale fu allontanato intorno al 1699 dall'allora vescovo Sebastiano Perissi, l'episodio è noto come cacciata degli sbandieratori.
Fu parte dell'Università (poi comune) di Nocera Corpo, nel 1851 entrò nella nuova municipalità di Nocera Inferiore.
Nel post terremoto del 1980, nella località rurale di Monte di Dio vennero costruiti gli alloggi provvisori per gli sfollati vittime del sisma, l'agglomerato di case, ancora oggi presente, ha dato vita alla zona oggi nota come Montevescovado.

## Cattedrale di San Prisco
La Cattedrale di Nocera sorge, come vuole la leggenda, su quella che è la sepoltura del primo vescovo nocerino ed è la sede della Diocesi di Nocera Inferiore-Sarno.
L'edificio attuale risale agli inizi del XVII secolo e fu costruita per opera del vescovo senese Simone Lunadoro (1602-1610).
La cattedrale fu gravevemente danneggiata da due eventi sismici nel 1688 e nel 1694 e nel 1697 il vescovo fu costretto ad operare dei lavori di ristrutturazione alla facciata della cattedrale, soprattutto al campanile.
Nel 1724 il tetto della cattedrale fu ristrutturato e decorato nello stesso anno, il 19 novembre, la chiesa fu consacrata così come è scritto nella lapide all'ingresso dell'edificio religioso.
Inoltre, nel 1715 fu ampliato il Cappellone del Santissimo Rosario, nella cui cupola, nel 1671, il pittore Angelo Solimena aveva dipinto la Gloria del Paradiso.

## Cultura

### Festa di San Prisco
Ogni 9 maggio, il borgo nocerino omaggia il santo patrono, con grandi feste e la preparazione di un piatto tipico locale: la bubbetælla, ovvero una zuppa di legumi e patate, accompagnata da pane duro.
Dai casali della città vengono creati e donati al santo dei ceri ornati, portati come tributo dinanzi alla chiesa madre (punto in cui parte la processione), i quali successivamente poi seguono il corteo.

### IlMaggio del '600ed ilmatrimonio ducale
Nel mese di maggio, nel borgo si tiene una rievocazione storica denominata Maggio del '600 che mostra usi e costumi della Nocera barocca. Il culmine si ha con un corteo che parte da piazza Diaz (centro di Nocera Inferiore) ed arriva nello sfarzoso Palazzo Milano, al centro del borgo.
Nel mese di settembre, invece, si teneva per le strade della città il corteo rievocativo delle nozze del duca Francesco Maria Carafa e la nobildonna Anna Pignatelli di Belmonte. Il corteo (che partiva dal Vescovado), culminava con la rievocazione della celebrazione religiosa all'interno della Chiesa madre. 

## Palazzo Vescovile
Il Palazzo Vescovile è addossato alla cattedrale ed è la residenza del vescovo diocesano.
Presenta una pianta ad "L" ed è realizzato su due livelli; la sua costruzione risale al XVI secolo. Fu gravemente danneggiato dai terremoti del 1668, 1930 e 1980.
Tra le sue varie ristrutturazioni, la più importante è quella del 1721 ad opera di monsignor Niccolò De Dominicis.

## Ex Seminario Vescovile
La prima realizzazione di un seminario vescovile a Nocera si ebbe nel 1564, anche se l'attuale edificio risale al 1653. La struttura è quadrata e le finestre esterne sono ornate da eleganti stucchi settecenteschi. Al seminario sono legati i nomi di alcune figure rilevanti, come il beato Tommaso Maria Fusco e san Alfonso Maria Fusco.
Nel 1865 è stato la sede del primo nucleo del futuro Liceo Classico.
L'ex seminario ospita i locali della Curia diocesana e il Museo di San Prisco. Inoltre al suo interno si trovano i circa 10000 volumi che compongono la biblioteca diocesana.

## Galleria d'immagini

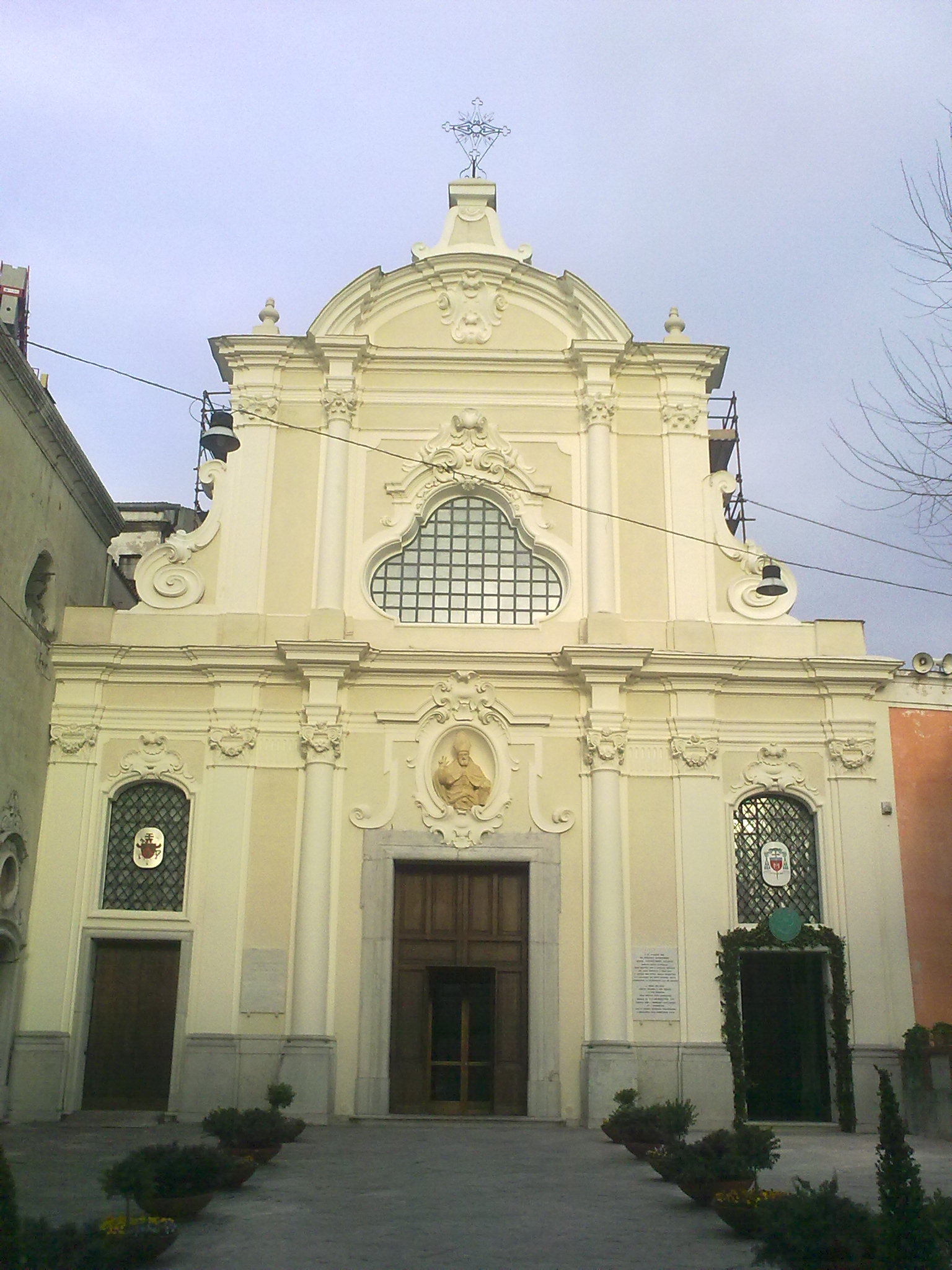
La facciata della cattedrale di San Prisco
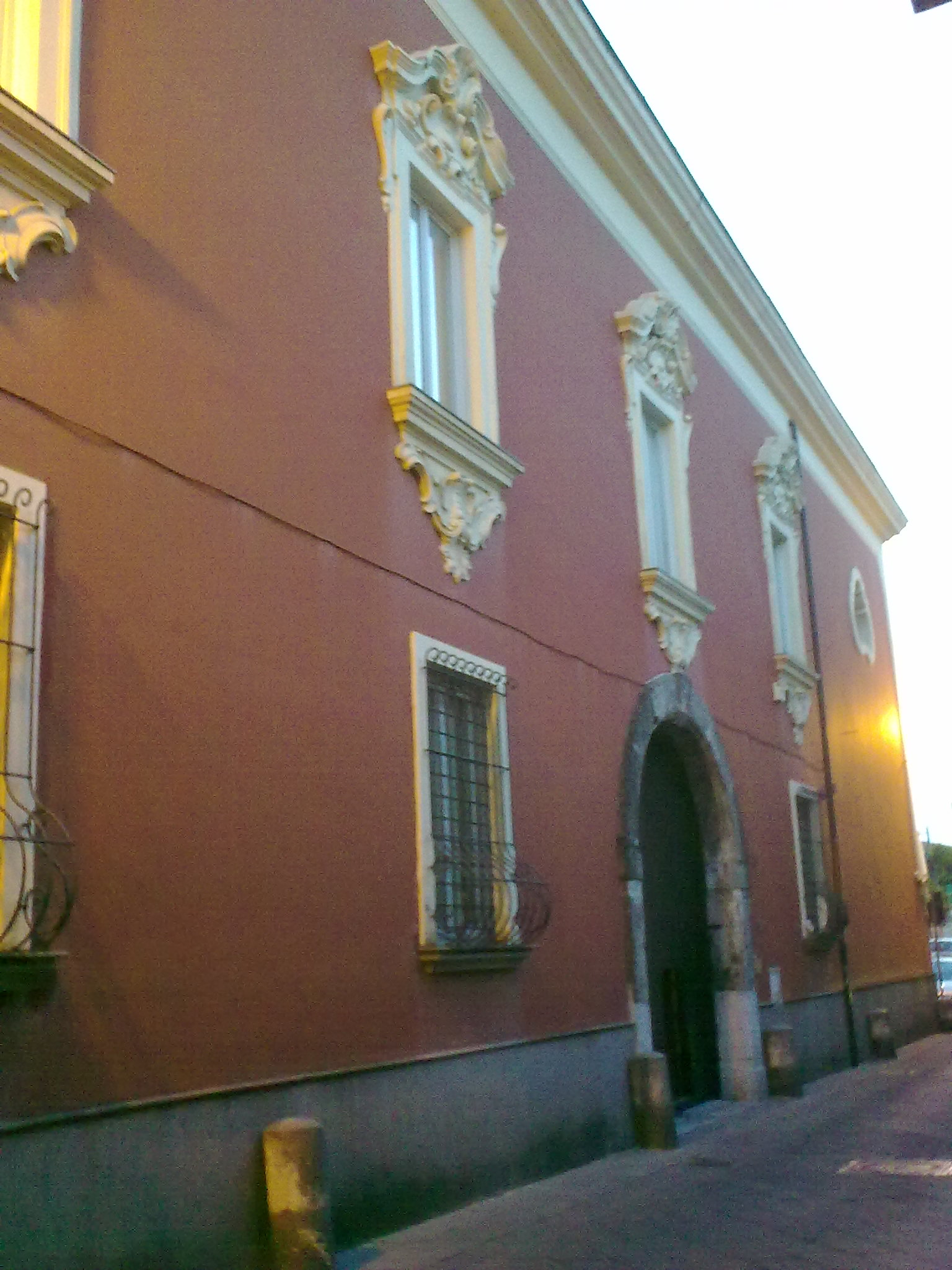
Il palazzo che ospita la Curia diocesana
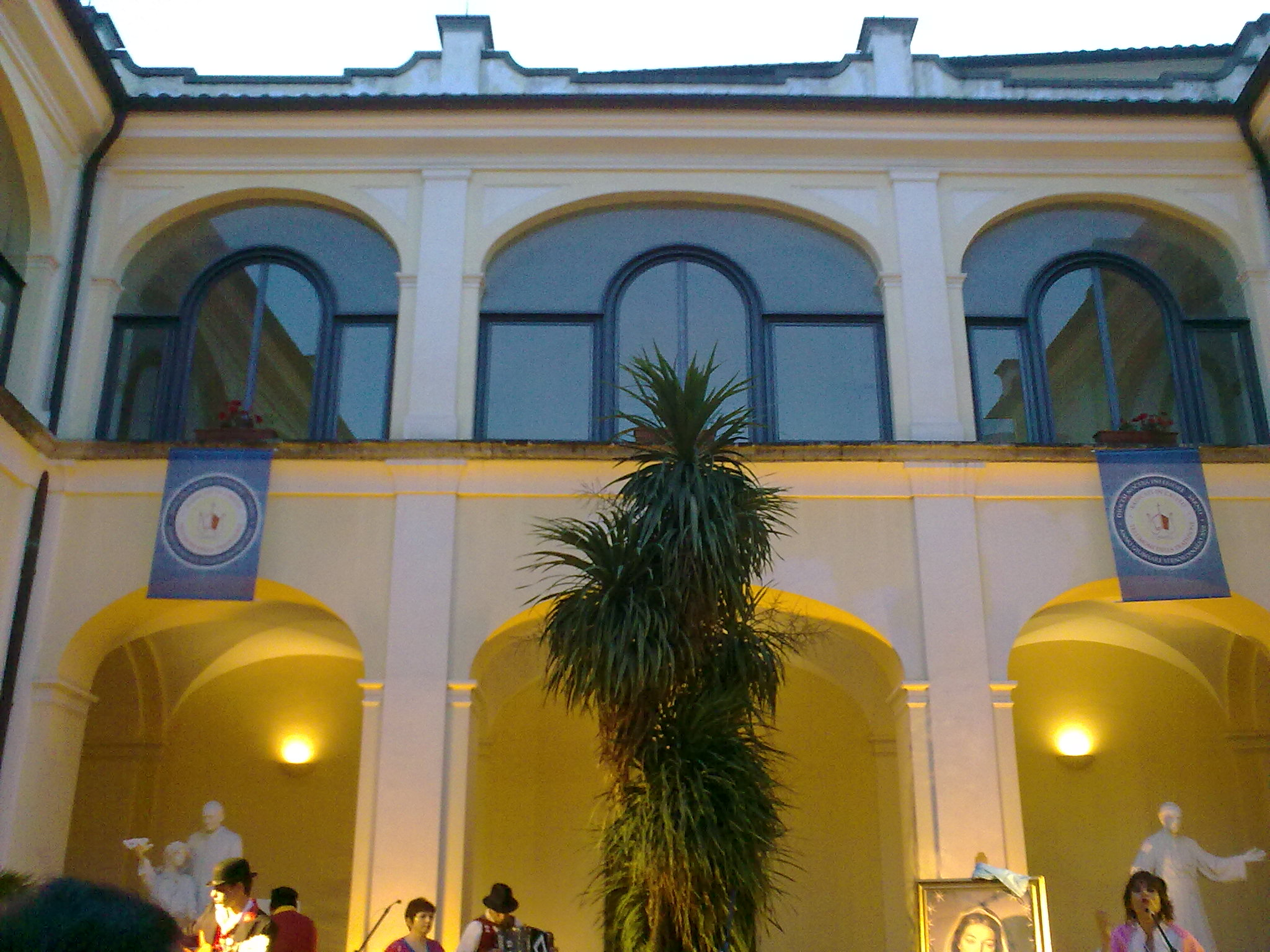
Il cortile della Curia diocesana
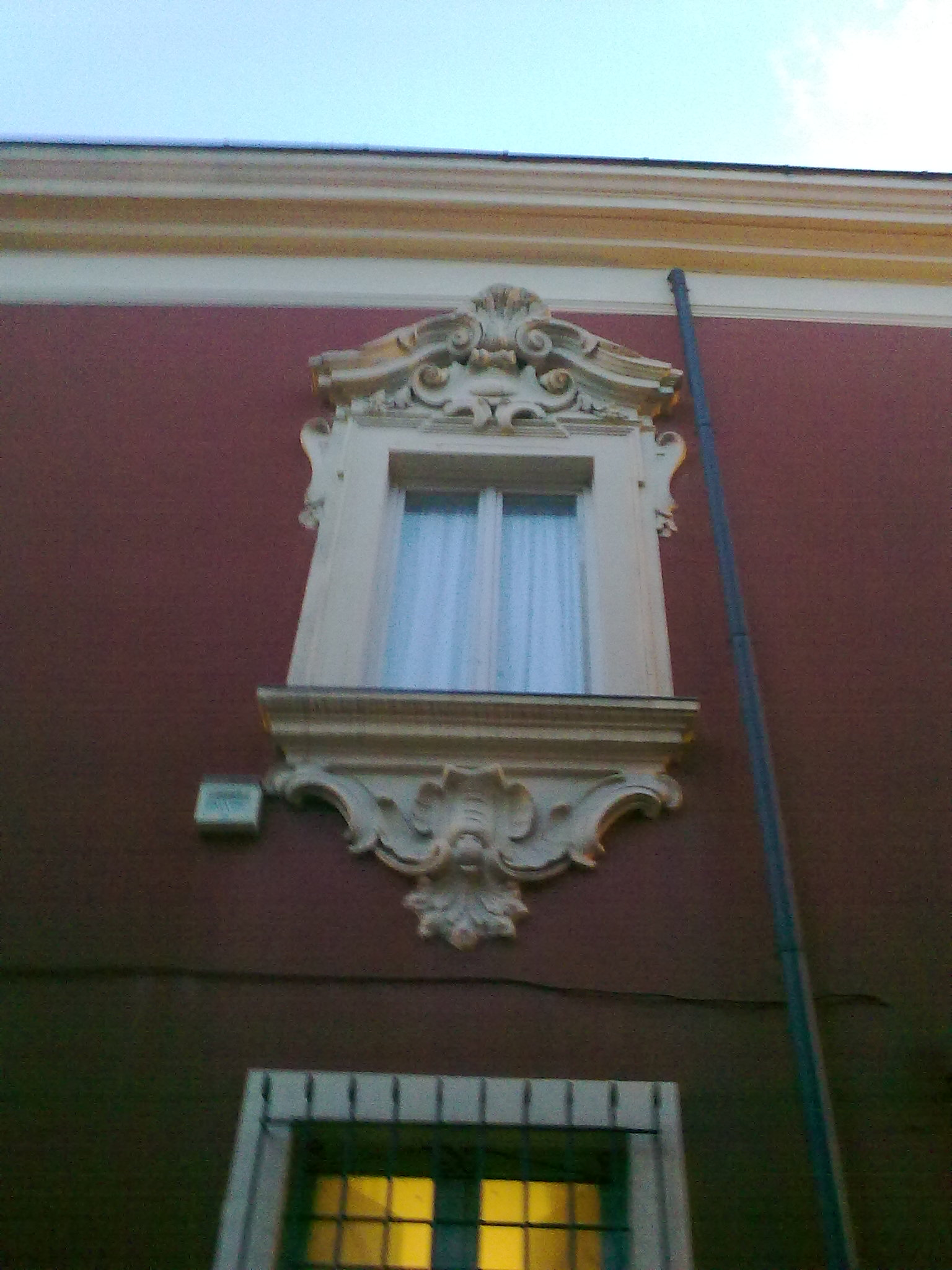
Particolare del palazzo della Curia
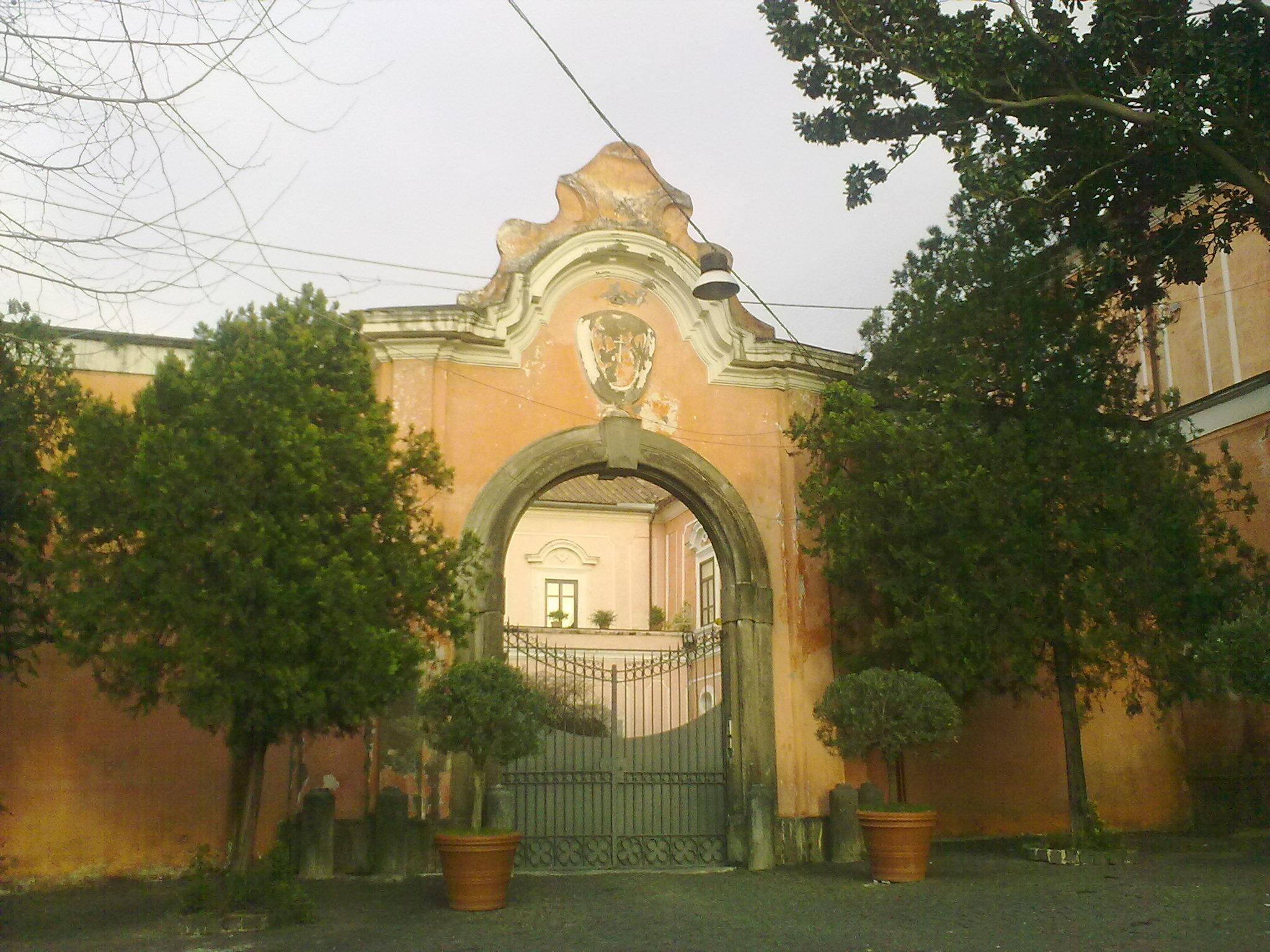
L'ingresso del palazzo vescovile, nel piazzale della cattedrale
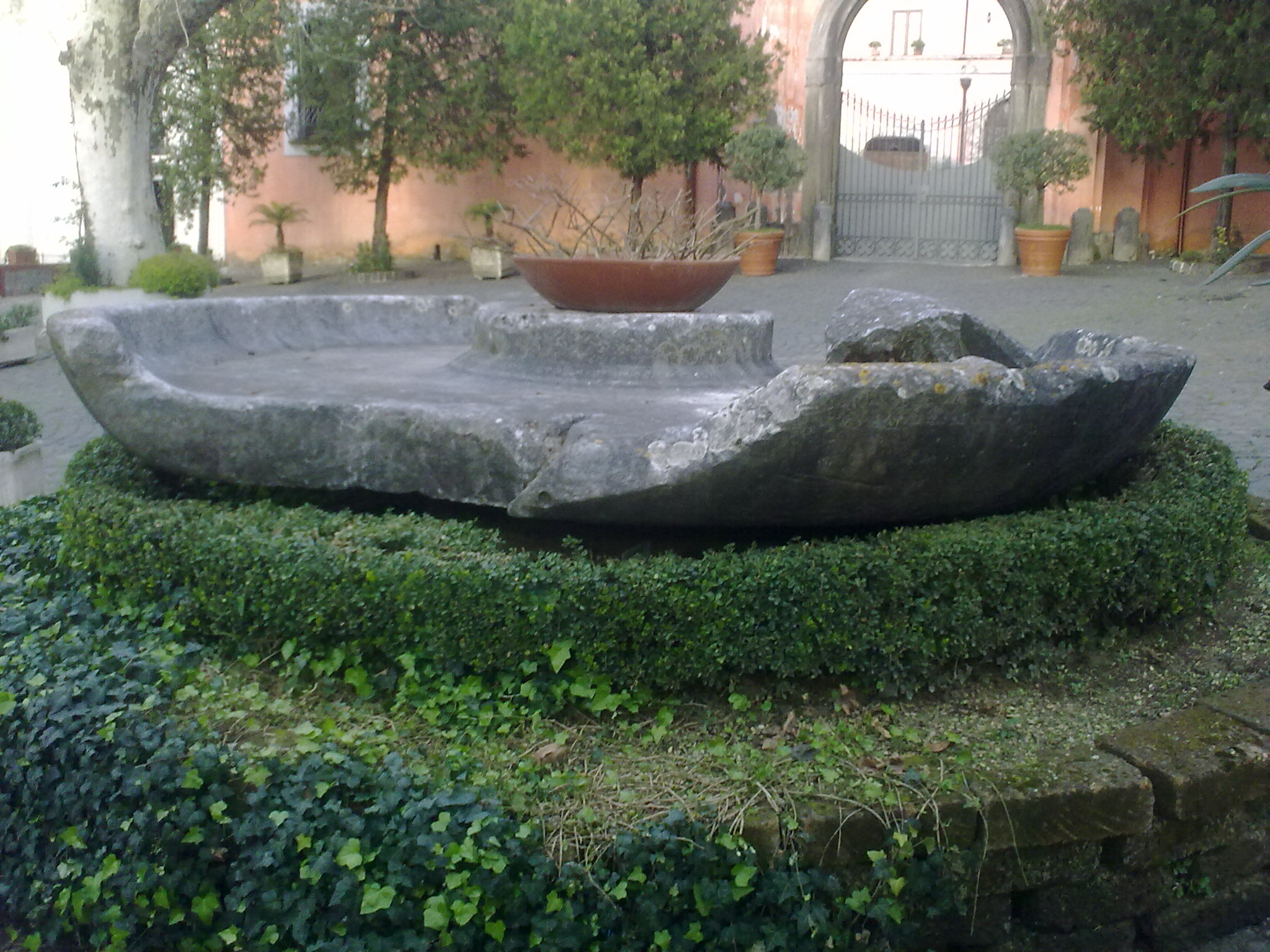
La fontana trasportata, secondo la tradizione, da San Prisco